# Tout sur le rouge
Pour plus de détails, voir Fiche technique et Distribution.
Tout sur le rouge (Tutto sul rosso) est un poliziottesco ouest-germano-italien réalisé par Aldo Florio et sorti en 1968.

## Synopsis
Un militant rusé organise, avec l'aide de ses complices, un tripot clandestin équipé d'une roulette truquée qui rapporte beaucoup d'argent. Entre les trois, une bagarre éclate qui met à mal l'association illicite. A la crise du trio criminel s'ajoute l'hostilité des gangsters locaux, de plus en plus agacé par les activités du tripot.

## Fiche technique
- Titre italien : Tutto sul rosso[1],[2],[3]
- Titre français : Tout sur le rouge[4]
- Réalisateur : Aldo Florio
- Scénario : Vittorio Vighi (it), Mario Guerra d'après une idée de Jeremy Colbert
- Photographie : Guglielmo Mancori
- Montage : Renato Cinquini (it)
- Musique : Franco Salina (it)
- Décors et costumes : Walter Patriarca (it)
- Maquillage : Sergio Angeloni, Jaime Peer
- Production : Giulio Baraghini, Franz Seitz Jr
- Société de production : Gi.Ba Film, Franz Seitz Filmproduktion
- Pays de production :  Italie -  Allemagne de l'Ouest
- Langue originale : italien
- Format : Couleurs - 1,85:1 - Son mono - 35 mm
- Durée : 89 minutes
- Genre : Poliziottesco
- Dates de sortie :
  - Italie : 25 mai 1968
  - France : 6 août 1969[4]

## Distribution
- Brett Halsey : Mike Chapman
- Barbara Zimmermann : Belinda Duval
- Gordon Mitchell : Erikson
- Piero Lulli : Laszlo
- José Greci : Yvette
- Vladimir Bacic : Tankovic
- Antonio Nalis : Mark
- Franco Ressel : Tony Reikovic
- Giovanni Ivan Scratuglia : Tacci
- Gianni Solaro : Leduc